# Knefastia dalli
Knefastia dalli é uma espécie de gastrópode do gênero Knefastia, pertencente a família Pseudomelatomidae.